# Máramarossziget–tiszafejéregyházai Tisza-híd
A Máramarossziget–tiszafejéregyházai Tisza-híd (románul: Pod peste Tisa în zona Teplița din Sighetu Marmației) egy épülő közúti híd a Tisza fölött, mely a máramaros megyei (Románia) Máramarossziget Teplice településrészét köti össze a kárpátaljai (Ukrajna) Tiszafejéregyházzal. Közúti határátkelőhely lesz.
Fontos kapcsolatot fog jelenteni, mivel a 2007-ben újraépült Máramarossziget–aknaszlatinai Tisza-híd csak gyalog és személygépjárművel használható, a teherforgalomnak több tíz kilométert kell kerülnie Halmi vagy Szeretvásár felé. A 273 km hosszú román−ukrán határszakaszon mindössze ez a három határátkelő működik.

## Története
A Máramaros Megyei Tanács 2021 novemberében írta ki a közbeszerzést az új megtervezésére és kivitelezésére, miután 2020-ban átvette a projektet a Közlekedési Minisztériumtól és a CNAIR-tól. A szerződés becsült értéke 125 millió lej volt, időtartama pedig 730 nap, ezen belül 3 hónap áll rendelkezésre a műszaki tervek elkészítésére, és 16 hónap a kivitelezésre. A projekt vissza nem térítendő támogatást kap a 2014−2020-as Nagy Infrastruktúra Operatív Programból (POIM). A megvalósítás becsült határideje 2024. június.
A megbízást 2022 nyarán a román Tehnodomus vállalat nyerte el, nettó 116 millió lejes ajánlattal és a munkakezdés elrendelésétől számított 590 napos vállalási határidővel.
A megvalósításra kiválasztott változat Máramarossziget Teplice településrészét érinti, és a következőket tartalmazza:
- két (irányonként egy-egy) 261,20 m hosszú vasbeton híd a Tisza felett, egyenként 8 m széles, két forgalmi sávos úttesttel és 2 m széles járdával,
- közvilágítás távfelügyelettel ellátott LED-világítótestekkel;
- 1200 m hosszú, 2×2 sávos, 15 m (4×3,75 m) széles bekötőút a DN18-as főút(wd) 69+260 szelvényétől;
- egy 540 m hosszú új határátkelőhely Teplicén irányonként 5 sávval (1 az autóbuszok, 2 a személyautók és 2 a teherautók számára), 13 személygépkocsi- és 10 kamionparkolóval, valamint teherautómérleggel;[1]
- egy körforgalmú csomópont.[3]

2022 novemberére lényegében elkészültek a tervek. A kivitelezést 2023 június végén kezdték meg.